# مارکسیسم غربی
مارکسیسم غربی (انگلیسی: Western Marxism) جریانی در نظریه مارکسیستی است که بعد از انقلاب اکتبر و قدرت گرفتن لنینیسم از غرب و مرکز اروپا برخاسته‌است. مارکسیسم غربی در واقع مجموعه‌ای از برداشت‌ها از مارکسیسم است که با برداشت اتحاد شوروی از آن تمایز داشت.